# Сен-Жан-де-Мор'єнн (округ)
Округ Сен-Жан-де-Мор'єнн (фр. Arrondissement de Saint-Jean-de-Maurienne) — округ у Франції, в департаменті Савоя. 2023 року округ об'єднував 53 муніципалітети, населення становило 42 757 осіб.
Адміністративний центр (супрефектура) — Сен-Жан-де-Мор'єнн.

## Муніципалітети
Список муніципалітетів округу та їхні коди INSEE:
1. Авріє (73026)
2. Альб'є-ле-Жен (73012)
3. Альб'є-Монрон (73013)
4. Аржантін (73019)
5. Бессан (73040)
6. Бонвілларе (73049)
7. Боннваль-сюр-Арк (73047)
8. Валлуар (73306)
9. Валь-д'Арк (73212)
10. Валь-Сені (73290)
11. Вальменьє (73307)
12. Вілларамбер (73318)
13. Вілларгондран (73320)
14. Віллароден-Бурже (73322)
15. Еп'єрр (73109)
16. Етон (73007)
17. Жарр'є (73138)
18. Ла-Тур-ан-Мор'єнн (73135)
19. Ла-Шамбр (73067)
20. Ла-Шапель (73074)
21. Ле-Шаванн-ан-Мор'єнн (73083)
22. Модан (73157)
23. Монверньє (73177)
24. Монжильбер (73168)
25. Монришер-Альбанн (73173)
26. Монсапе (73175)
27. Нотр-Дам-дю-Крюе (73189)
28. Орель (73194)
29. Оссуа (73023)
30. Сен-Жан-д'Арв (73242)
31. Сен-Жан-де-Мор'єнн (73248)
32. Сен-Жорж-де-Юртьєр (73237)
33. Сен-Жульєн-Мон-Дені (73250)
34. Сен-Коломбан-де-Віллар (73230)
35. Сен-Леже (73252)
36. Сен-Мартен-д'Арк (73256)
37. Сен-Мартен-де-ла-Порт (73258)
38. Сен-Мартен-сюр-ла-Шамбр (73259)
39. Сен-Мішель-де-Мор'єнн (73261)
40. Сен-Панкрас (73267)
41. Сен-П'єрр-де-Бельвіль (73272)
42. Сен-Ремі-де-Мор'єнн (73278)
43. Сен-Сорлен-д'Арв (73280)
44. Сен-Франсуа-Лоншам (73235)
45. Сент-Авр (73224)
46. Сент-Альбан-де-Юртьєр (73220)
47. Сент-Альбан-де-Віллар (73221)
48. Сент-Андре (73223)
49. Сент-Етьєнн-де-Кюїн (73231)
50. Сент-Марі-де-Кюїн (73255)
51. Фонкуверт-ла-Туссюїр (73116)
52. Френе (73119)
53. Фурно (73117)